# Stanisław Koniecpolski
Stanisław Koniecpolski, född 9 februari 1591 i Koniecpol, död 11 mars 1646 i Brody, var kronhetman och kastellan av Kraków. Han var far till Aleksander Koniecpolski.
Koniecpolski utmärkte sig vid belägringen av Smolensk 1611 och i slaget vid Cecora (1620), där han föll i turkisk fångenskap, som räckte i tre år. Befälhavare i kriget med Gustav II Adolf 1627, erövrade han Puck (Putzig), tillfogade fienden ett dubbelt nederlag vid Libiszow, och 1629 slog han Gustav Adolf vid Trzciana. Även i kosackfejderna utmärkte han sig. Jämte Rafał Leszczynski, Jakób Sobieski och Jerzy Ossoliński deltog han i de fredsförhandlingar, som ledde till fördraget i Stuhmsdorf 1635. Hans sista bragd var en seger över 40000 tatarer vid Ochmatow 1644. 
Koniecpolski hör till Polens främsta härförare vid sidan av Stanisław Żółkiewski, Jan Karol Chodkiewicz och Jakób Sobieski. Ofantligt rik, byggde han flera palats och kyrkor, däribland slottet Podhorce i Galizien (med berömt historiskt porträttgalleri).
Jakob de la Gardie, en svensk militär som också hade kämpat i det polska kriget, hade ett porträtt av Koniecpolski på väggen på Järva gård. De la Gardie hade haft "hårda duster" med Koniecpolski och deula Gardie ndrade honom djupt för sitt mod i strid.

## [7]Källor
- Koniecpolski, 1. Stanisław i Nordisk familjebok (andra upplagan, 1911)

1. ↑  Internetowy Polski Słownik Biograficzny, Internetowy Polski Słownik Biograficzny-ID: stanislaw-koniecpolski-h-pobog-zm-1646-hetman-wielki-koronny.[källa från Wikidata]
2. 1 2  Antoni Gąsiorowski (red.), Urzędnicy centralni i nadworni Polski XIV-XVIII wieku, Kórnik-biblioteket, 1992, s. 43, ISBN 83-85213-04-X.[källa från Wikidata]
3. 1 2 3 4 5 6  Venedikt Mjakotin, Конецпольские, Entsiklopeditjeskij slovar'.[källa från Wikidata]
4. ↑  Antoni Gąsiorowski (red.), Urzędnicy centralni i nadworni Polski XIV-XVIII wieku, Kórnik-biblioteket, 1992, s. 133, ISBN 83-85213-04-X.[källa från Wikidata]
5. ↑  Antoni Gąsiorowski (red.), Urzędnicy centralni i nadworni Polski XIV-XVIII wieku, Kórnik-biblioteket, 1992, s. 46, ISBN 83-85213-04-X.[källa från Wikidata]
6. ↑  Józef Wolff (red.), Kniaziowie litewsko-ruscy od końca czternastego wieku, 1895, s. 176, läs online.[källa från Wikidata]
7. ↑  Ullgren, Peter (2015). En makalös historia: Magnus Gabriel De la Gardies uppgång och fall. Norstedt. sid. 37. ISBN 978-91-1-304083-7. Läst 25 januari 2025